# 滝内泉
瀧内 泉（たきうち いずみ、1966年9月20日 - ）は、北海道出身の男性プロデューサー。NHKアナウンサー、劇団四季プロデューサー、ソニー株式会社プロデューサー、ジャパンケーブルキャスト株式会社、フィールズ (企業)株式会社などを歴任。株式会社ジィエィインク 執行役員・LEGIT株式会社 代表取締役。ブロードウェイ・ミュージカルのプロデューサー。

## 来歴
北海道旭川市生まれ。栃木県立宇都宮高等学校、上智大学大学院 理工学研究科 化学専攻卒業。
- 1991年-NHKにアナウンサーとして入局
  - 盛岡
    - 「イブニングネットワークいわて」キャスター
    - 花巻空港における日本エアシステムのDC-9型旅客機 (JA8448) の着陸失敗炎上事故リポート
    - オウム真理教事件、阪神・淡路大震災など現地取材

  - 1995年- 東京
    - 「NHKニュースおはよう日本」リポーター
    - 「ハイビジョンでこんにちは」2代目キャスター（BSアナログハイビジョン実用化試験放送、1997年度）
    - 「長野オリンピック ハイライト ドラマチック・ナガノ」キャスター
    - 「完全中継・火星探険」キャスター
    - 「BSニュース50」キャスター
- 1998年-劇団四季にプロデューサーとして入社（国際部・広報部）
  - ディズニーミュージカル「ライオンキング」日本公演
  - 中国建国五十周年・日中文化交流協定締結二十周年記念事業　ディズニーミュージカル「美女と野獣」北京公演
- 2000年-フリーランス
  - NHKエンタープライズ宇宙番組プロデューサー
    - 新春宇宙スペシャル2001「宇宙旅行へのカウントダウン」
    - 「神秘の光　オーロラからのメッセージ」

  - インターネットTVのインプレスTVのプロデューサー・キャスター
  - 映画「天使の牙B.T.A.」に、ニュースキャスター役として出演
- 2001年-ソニー株式会社入社（So-net株式会社 兼任）
  - 第1回「Dream Power ジョン・レノン スーパー・ライヴ」インターネット生中継、オンデマンド放送
  - ソニーの最新テクノロジーを駆使したブロードバンドシアタープロジェクト企画立案
    - 「ROOFTOP」主演：山本耕史　  経済産業省「平成14年度プロジェクトインキュベーション型コンテンツ制作支援事業」
    - 「MASK of LOVE」：主演：伊藤裕子、大沢樹生

  - エンタテインメントロボット「QRIO」発話シナリオ
  - 第50回「スズキ・メソードグランドコンサート」インターネット生中継、オンデマンド放送
- 2007年-ジャパンケーブルキャスト株式会社入社
  - So-netと共同で「Cable AD Connection」リリース（2009年4月）
- フィールズ株式会社
  - 「ハマトラ」プロデューサー
  - 「城喰」原案
  - 詠舞台「蟲師」プロデューサー
- 株式会社ジィエィインク 執行役員・LEGIT株式会社 代表取締役
- 「3月のライオン」アナウンサー役
- 「Butlers〜千年百年物語〜」プロデューサー